# Showdown (chanson d'Electric Light Orchestra)
Pour les articles homonymes, voir Showdown.
Singles de Electric Light Orchestra
Roll Over Beethoven
(1973) Ma-Ma-Ma Belle
(1973)
Pistes de On the Third Day
New World Rising / Ocean Breakup (reprise) Daybreaker
Showdown est une chanson d'Electric Light Orchestra, parue en single en 1973, ainsi que sur la version américaine de l'album On the Third Day. Ce single, avec In Old England Town en face B, constitue le dernier disque du groupe paru sur son label d'origine, Harvest Records ; il se classa 12e au Royaume-Uni et 53e aux États-Unis.